# 腺叶杨桐
腺叶杨桐（学名：Adinandra nigroglandulosa）为山茶科杨桐属下的一个种。

## 扩展阅读
- 維基物種上的相關：腺叶杨桐